# Vincentia conspersa
Vincentia conspersa és una espècie de peix pertanyent a la família dels apogònids.

## Descripció
- Pot arribar a fer 14 cm de llargària màxima.[6][7]

## Hàbitat
És un peix marí, associat als esculls del litoral i de clima temperat que viu entre 0-67 m de fondària.

## Distribució geogràfica
Es troba a l'Índic oriental: és un endemisme del sud d'Austràlia.

## Observacions
És inofensiu per als humans i de costums nocturns.